# Zavod Republike Slovenije za blagovne rezerve
Zavod Republike Slovenije za blagovne rezerve je javni zavod, namenjen oblikovanju in uporabi državnih blagovnih rezerv ter oblikovanju obveznih rezerv nafte in njenih derivatov. Nahaja se na Dunajski cesti 106 v Ljubljani.

## Zgodovina
Zavod RS za blagovne rezerve je pravni naslednik Direkcije RS za blagovne rezerve. Ta je bila z Zakonom o blagovnih rezervah leta 1996 ukinjena, njeno celotno premoženje in vsi zaposleni pa so bili preneseni na novoustanovljeni Zavod za blagovne rezerve.
Leta 2010 je bil k Zavodu Republike Slovenije za blagovne rezerve pripojen Zavod Republike Slovenije za obvezne rezerve nafte in njenih derivatov.

### Afera maske
Aprila 2020, v času epidemije COVID-19, je bil Zavod za blagovne rezerve pristojen za naročila in dobavo opreme za zaščito pred virusom. Uslužbenec Ivan Gale je 23. aprila javno razkril sume na koruptivne nepravilnosti in pritiske na uslužbence zavoda, da so naročila dajali prednost tistim podjetjem, ki so imela osebne veze z nekaterimi politiki. Pri tem je imel največjo vlogo minister za gospodarski razvoj in tehnologijo Zdravko Počivalšek. Gale je bil zaradi razkritja podatkov, ki so bili ključnega pomena za afero maske, označen za žvižgača.

## Dejavnost
Zavod za blagovne rezerve je pristojen za oblikovanja državnih blagovnih rezerv in obveznih rezerv nafte in njenih derivatov. Program oblikovanja določi vlada v petletnem programu in vsebuje opredelitve določenih vrst in najmanjših količin posameznih vrst blaga, ki morajo biti na razpolago državi za potrebe osnovne preskrbe. Dejavnost pride v poštev v obdobjih, ko je normalna trgovina z blagom in nafto ogrožena, npr. pri večjih motnjah in nestabilnostih na trgu, ob naravnih in drugih nesrečah večjega obsega
ali v vojni.
Osnovna preskrba je v Zakonu o blagovnih rezervah opredeljena kot "preskrba z osnovnimi živili in neživilskimi proizvodi, ki so nujno potrebni za življenje ljudi, ter strateškimi surovinami in reprodukcijskimi materiali, ki so potrebni za zagotavljanje proizvodnje ali ki so posebnega pomena za obrambo države".